# Alan J. Perlis
Alan Jay Perlis (1. dubna 1922 – 7. února 1990) byl přední americký informatik.
V roce 1966 dostal jako vůbec první člověk Turingovu cenu za „působení v oblasti počítačových programovacích technik a tvorbě kompilátorů“. Stalo se tak hlavně díky jeho práci na programovacím jazyku ALGOL.